# Hudba z marsu
Hudba z marsu je studiové album české rockové skupiny Tři sestry z roku 1995.

## Seznam skladeb
Album má celkem 18 skladeb:
1. „O strašlivé vojně s Turkem“
2. „Konec Bulla Máchy“
3. „Sluneční strana ulice“
4. „Hroch“
5. „Prase“
6. „Auťáky II“
7. „Václavák“
8. „Šetři se chlapče“
9. „Hrábě“
10. „Pyla“
11. „Dá dá dá“
12. „Kávu si osladím“
13. „Toy Dollz“
14. „Vokurka“
15. „Pes pes“
16. „Piráti“
17. „Jára“
18. „Bez kundomu pudu domu“

## Hudba a texty
Hudbu a texty vytvořily Tři sestry s těmito výjimkami:
- 2. Iggy Pop/Tři sestry
- 3. The Pogues/Tři sestry
- 11. Trio/Tři sestry
- 12. Ladislav Štaidl/Jiří Štaidl

## Obsazení
- Lou Fanánek Hagen – zpěv
- Tomáš Doležal – baskytara
- Miloš Berka – harmonika
- Ronald Seitl – kytara
- Jiří Brábník – bicí
- František Kacafírek – housle

a hosté: Karel Holas - housle, Jiří Spurný - banjo, Pavlušu Novotný - klávesy a flétny, Ája Suková - hlavní a vedlejší zpěvy, Petr Ackermann - klávesy, Vladimír Papež - foukací harmonika, Petr Janda - kytara